# Hackkorv
Hackkorv är en värmländsk maträtt med gamla traditioner. Ingredienserna är vanligtvis lever (nöt eller svin), hjärta (nöt eller svin), svål, korngryn, nötlunga, lök, salt och peppar. Blandningarna varierar.
Proteinet kokas med löken, ställs åt sidan för att svalna, sen kokas korngrynen i spad från köttkoket. Man grovmaler köttet och tillsätter de kokta korngrynen i den malda massan. Kvarvarande buljong används för att späda massan till rätt konsistens. Detta låts stå tills temperaturen på korvmassan är fingervarm, varpå den stoppas i fjälster. Hackkorv äts oftast stekt i skivor med potatis och lingonsylt eller rödbetor.